# جاك فورغت
جاك فورغت هو كنسي ومستشرق وفيلسوف بلجيكي، ولد في 1852 في Chiny ‏ في بلجيكا، وتوفي في 1933.